# Dražen Budiša
Dražen Budiša (ur. 25 lipca 1948 w Drnišu) – chorwacki polityk i pisarz. Parlamentarzysta, minister i wicepremier, w latach 1990–1996, 1997–2001 i 2002–2004 przewodniczący Chorwackiej Partii Socjalliberalnej (HSLS), dwukrotnie kandydat w wyborach prezydenckich.

## Życiorys
Ukończył szkołę średnią w Splicie, następnie podjął studia z zakresu socjologii i filozofii na Uniwersytecie w Zagrzebiu. Na początku lat 70. stał się jednym z przywódców radykalnych ruchów studenckich w okresie tzw. Chorwackiej Wiosny. Za tę działalność w 1971 został tymczasowo aresztowany, następnie skazany na karę czterech lat pozbawienia wolności, którą odbywał do 1975. Po zwolnieniu został zatrudniony jako bibliotekarz. Zajął się również opracowywaniem artykułów naukowych poświęconych historii kultury chorwackiej.
W 1989 przyłączył się do założonej przez Slavka Goldsteina Chorwackiej Partii Socjalliberalnej. Rok później bez powodzenia kandydował do parlamentu, po czym stanął na czele tego ugrupowania. W sierpniu 1991 w trakcie wojny o niepodległość wszedł jako minister bez teki w skład rządu jedności narodowej, na czele którego stał Franjo Gregurić. Do dymisji podał się już w lutym 1992. W tymże roku wystartował w wyborach prezydenckich, w których zajął drugie miejsce z wynikiem 21,87% głosów. W wyborach parlamentarnych kierowana przez niego HSLS stała się główną partią opozycyjną. W 1995 partia uzyskała poparcie o ponad 1/3 mniejsze, zaś grupa działaczy przeszła do Socjaldemokratycznej Partii Chorwacji. W 1996 nowym przewodniczącym socjalliberałów został Vlado Gotovac. Ten ostatni rok później dokonał rozłamu, a Dražen Budiša ponownie objął kierownictwo HSLS.
Przed wyborami parlamentarnymi w 2000 doprowadził do zawarcia przez Chorwacką Partię Socjalliberalną koalicji wyborczej z socjaldemokratami, która uzyskała najwięcej mandatów w Zgromadzeniu Chorwackim IV kadencji. Dražen Budiša z ramienia tego bloku ubiegał się również o prezydenturę Chorwacji w odbywających się równolegle wyborach. W pierwszej turze zajął drugie miejsce, uzyskując 27,71% głosów. W drugiej turze dostał 43,99% głosów, w rezultacie wybory te wygrał Stjepan Mesić, popierany przez szereg centrowych i regionalnych ugrupowań.
Po tej porażce Dražen Budiša pozostał szeregowym posłem, w 2001 zrezygnował z kierowania partią, jednak kolejny kongres HSLS w 2002 ponownie wybrał go na przewodniczącego tego ugrupowania. W marcu tego samego roku wszedł w skład rządu Ivicy Račana, funkcję tę pełnił do lipca 2002. HSLS zerwała wówczas koalicję rządową i przeszła do opozycji, co doprowadziło do odejścia znacznej części deputowanych. Przed wyborami krajowymi w 2003 lider socjalliberałów doprowadził do zawarcia koalicji wyborczej z Centrum Demokratycznym. Lista ta zdobyła jedynie 3 mandaty, a sam Dražen Budiša nie uzyskał reelekcji. W 2004 zrezygnował z zajmowanej funkcji partyjnej i wycofał się z działalności politycznej. W 2011 kandydował w wyborach krajowych, jednak HSLS nie uzyskała żadnych mandatów.
Dražen Budiša jest żonaty, ma trzech synów.

## Odznaczenia
- Wielki Order Króla Dymitra Zwonimira (2021)[3]